# المحكمة العليا الباكستانية
المحكمة العليا الباكستانية (بالأوردو: عدالت عظمیٰ پاکستان) هي أعلى محكمة في التسلسل الهرمي القضائي في باكستان.
أنشئت المحكمة وفقًا للجزء السابع من الدستور الباكستاني. للمحكمة سلطات الاستئناف النهائية والأصلية، بالإضافة للسلطات الاستشارية في جميع المحاكم، بما في ذلك المحاكم العليا ومحاكم المقاطعات والمحاكم الخاصة ومحكمة الشريعة الاتحادية، والتي تنطوي على قضايا القوانين الاتحادية، ويمكن للمحكمة أن تتصرف في الأحكام الصادرة بشأن القضايا في السياق الذي تتمتع فيه بالولاية القضائية. أما في نظام المحاكم في باكستان، فإن المحكمة العليا هي الحكم النهائي للنزاع القانوني والدستوري وكذلك في بمثابة المترجم النهائي للقانون الدستوري.
تتشكل المحكمة العليا في تكوينها الحديث من رئيس القضاة في باكستان، وستة عشر قاضيًا، واثنين من القضاة المخصصين الذين يؤكد تعيينهما من قبل الرئيس بناء على ترشيحاهم من قبل رئيس الوزراء استنادا إلى مؤهلاتهم المستحقة، وبمجرد تعيينهم يكمل القضاة فترة محددة ثم يتقاعدون، ما لم تنتهي فترة ولايتهم من خلال الاستقالة أو الإقالة من قبل المجلس الأعلى للقضاء. غالبًا ما يصنف القضاة على أنه لديهم فلسفات محافظة، نصية، معتدلة، وليبرالية في تفسيرهم القضائي للقانون والأحكام القضائية.
للمحكمة العليا مقعد دائم في العاصمة الباكستانية إسلام أباد، وتجتمع في مبنى المحكمة العليا في شارع الدستور. يشار إلى المحكمة العليا أحيانا بالعامية باسم سكوب.

## التاريخ
في عام 1861 أصدرت الحكومة البريطانية في الهند قانون المحاكم العليا الهندية، والذي أُنشأ بموجبه المحاكم العليا في جميع أنحاء شبه القارة الهندية في مختلف المحافظات، في حين تم إلغاء المحاكم العليا في كالكوتا وبومباي ومدرس ولاهور، وكذلك تم إلغاء نظام بانشاياتي ونظمت في رئاسة مستقلة.
عند صدور قانون حكومة الهند في عام 1935 أنشأ هذا القانون المحكمة الاتحادية، تتمتع هذه المحاكم العليا الجديدة بسلطات تمييزية باعتبارها أعلى المحاكم في جميع القضايا. كان للمحكمة الاتحادية نطاق واسع من الصلاحيات في الولايات القضائية ومنها حل النزاعات بين المحافظات، والرئاسة، وقضايا الحكومة البريطانية في الهند، وغالبًا ما كان يسمح الاستئناف ضد الأحكام الصادرة عن المحاكم العليا.
بعد استقلال باكستان في أعقاب التقسيم البريطاني للهند في عام 1947، تم تقسيم المحكمة الفيدرالية بين الهند وباكستان، وأصبح بموجب هذا التقسيم القاضي السير هريلال كانيا أول قاضي للمحمة العليا في الهند، أصبح السيد عبد الرشيد أول رئيس للقضاة في باكستان.
كانت التقاليد الثقافة للقانون البريطاني تشكل جزءا لا يتجزأ من السلطة القضائية الباكستانية، ثم جاء الوجود الحديث للمحكمة العليا في باكستان عندما صدر أول مجموعة من دستور باكستان في 23 مارس 1956.:24–26 التصديق على دستور باكستان أعاد تأسيس المحكمة العليا في عام 1956، ليحل محل اسم «المحكمة الاتحادية» إلى «المحكمة العليا»، وكان مقرها في البداية في كراتشي حيث توجد المحكمة العليا للسند الآن. وفي السنوات المتعاقبة نقلت المحكمة العليا إلى المحكمة العليا في لاهور، إلى أن تم نقل المحكمة العليا بشكل دائم إلى مبناها الجديد الذي شيد في إسلام آباد في عام 1964.